# Bohdaniwka (rejon żytomierski)
Bohdaniwka, wieś w rejonie żytomierskim obwodu żytomierskiego. 